# Santon Downham
Santon Downham is een civil parish in het bestuurlijke gebied Forest Heath, in het Engelse graafschap Suffolk met 237 inwoners.